# Baruchův plán
Baruchův plán byl prvním plánem mezinárodní kontroly jaderného zbrojení.

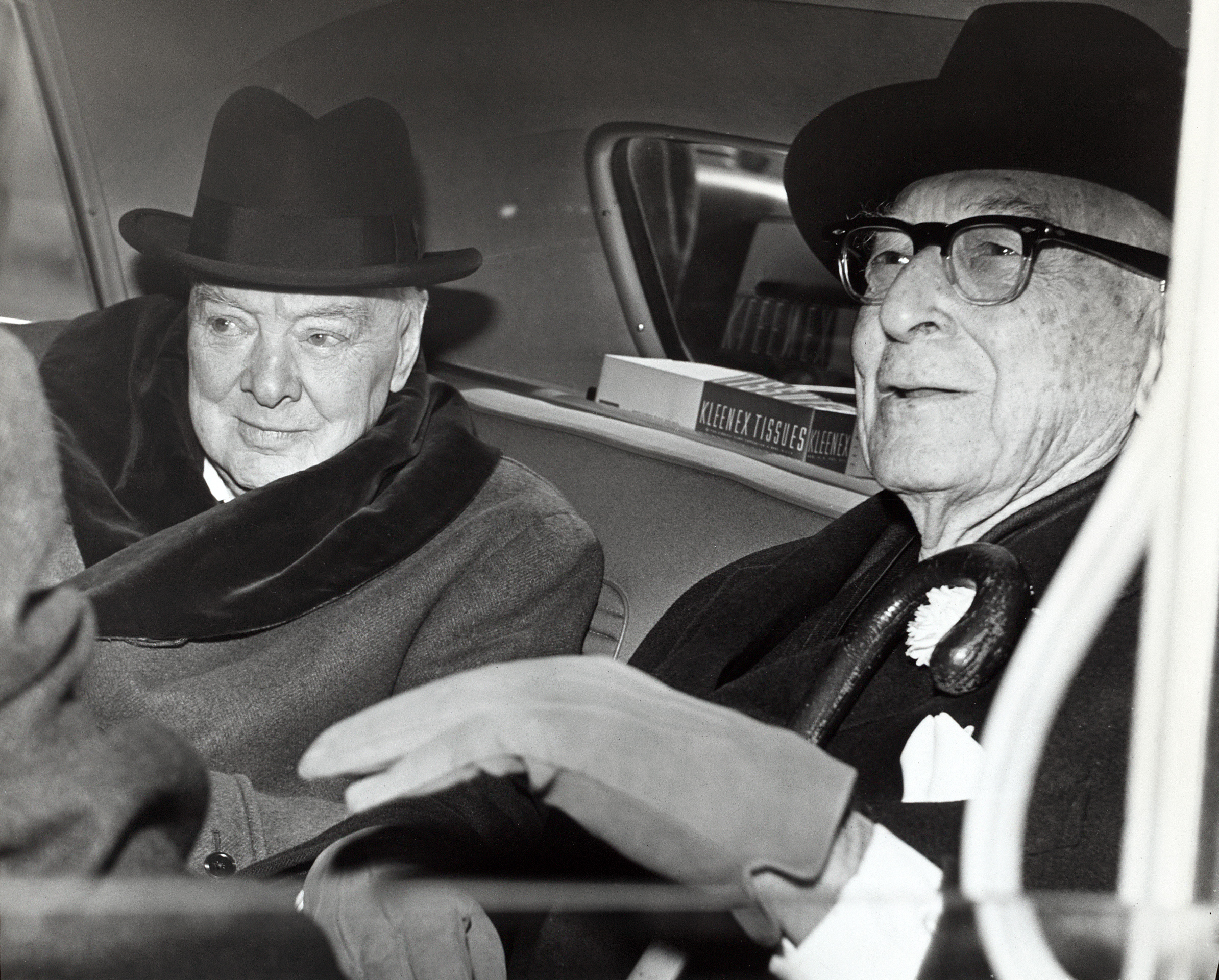
Bernard Baruch s Winstonem Churchillem v roce 1961.

Původní verze plánu vznikla na ministerstvu zahraničních věcí USA v týmu vedeném ministrem Deanem Achesonem a Davidem Lilienthalem, v březnu 1946 – tzv. Achesonova a Lilienthalova zpráva. Tato zpráva doporučovala vznik mezinárodní agentury, která by nesla název Úřad pro jaderný rozvoj s pravomocí absolutní kontroly nad celosvětovými zásobami uranu a thoria a řízením výzkumů národních států v oblasti jaderných zbraní. Úpravou konečné verze byl pověřen vlivný washingtonský politik Bernard Baruch, první člen Spojených států v Komisi pro jadernou energii OSN (UNAEC). Doplnil stávající dokument o záruky účinné kontroly a sankcí proti státům, které by se neřídily závaznými pravidly. Konečná verze byla předložena 14. června 1946 na půdě OSN.
 Sovětský svaz, který měl v Radě bezpečnosti právo veta, však tento zablokoval a návrh byl odložen ad acta.